# 与病毒共存
与病毒共存，指一种疫情管理政策，在2019冠状病毒病疫情大流行後期被採用，主要特徵包含隨著疫情發展與新興醫療手段的推出，政策與醫療系統逐步進行解封，與有效建立疫苗、藥物與照護防線，在流行的過程中逐漸建立起可靠的群體免疫保護，並穩定住社會的重症率。鑑於病毒將不會消失，世衛組織建議各國政府轉換到与病毒共存時，盡快在此期間準備好所需要的資源以進行過度，以負責任的方式因應共存。
COVID-19已經被视为一种无法完全控制的疾病，因為未來其將會与流感等其他疾病一样成為一種地方性流行病，根据这一防疫策略，可以開始强调恢复疫情前的生活方式，而不需要继续执行严格的公共卫生措施（包括封锁和限制集会、进行核酸檢測、隔离病患、佩戴口罩等），其理由是2019冠状病毒病疫苗和致病力下降、新藥陸續獲批等其他因素已经降低该病毒在公众中传播的危害程度。世衛組織在2022年6月2日指出，接種疫苗並且透過自然感染所產生的預防重症效果，比單獨接種疫苗或自然感染的免疫效果更強。

## 定義

### 與動態清零
该政策与清零政策不同，清零政策要求抑制或消除该病毒的任何社区传播。動態清零介於共存與清零之間，接受與病毒暫時共存之事實，儘管無法被消滅但透過不同程度的手段，有效控制疫情的傳播链，最終達至社區清零目標。台北則自行創造「防疫滾動式修正」的名稱來描述。

### 共存「躺平」論
在中文語境中，共存與躺平（指不加以防範病毒）這些概念時常被共同提起，特別是在中國大陸“动态清零”时期的防疫觀點中，“躺平”与“共存”两者基本等同并被捆绑使用。清零派甚至给放开派起贬义绰号叫「躺匪」，諧音「唐飞」。但「共存」不等於「躺平」，特別是放棄躺平與使用醫療量能積極共存的態度不同，使得實際上兩者差異很大。

## 政策表現
在2022年，由于奥密克戎变异株传染性增加但毒性降低、疫苗接种率提升等因素，2019冠状病毒病死亡率已大幅下降，多个地区先后改用与病毒共存策略。2022年1月24日，世界卫生组织总干事谭德塞表示，在可预见的未来，人類将与新冠病毒共存。

### 歐洲
丹麥2022年2月初宣佈月底將開始共存，為最早確定共存的國家，一度引起WHO警告「太早」，結束口罩令與防疫追蹤，但主要改由在醫療系統集中資源，表明与病毒共存的准备工作並不比清零少。
实施共存政策也会由于政策不充分而导致医疗系统的紊乱乃至崩溃，比如英國在共存初期医疗系统负荷迅速加剧，有後續抗病毒藥物體系支持才再次穩定。

### 亞洲
以新加坡有争议的「主動進行共存」政策为例，该政策的实施背景为新加坡的高疫苗接种率，大約96%的民眾完整接種2劑疫苗、74%的民眾施打加強劑（第3或第4劑），且先前120萬人感染變種病毒而产生抗体。新加坡政府利用「居家康復」手段，發給每家每戶血氧监测仪，同時制定大量嚴格細則，遠距看診等配套系統，利用確診所建立的免疫力與人民信心，達成穩定過度至群體免疫社會，在2022年4月左右邁入共存式防疫。韓國等地的政府在制定类似政策时也将新加坡的经验作為參考依據。至于中国大陆，则于2022年12月7日新十条公布开始，以“快速过峰”方式，短时间让大部分民众感染并达成群体免疫。

## 評論
北京方面以对庞大易感者基数造成公共卫生系统负荷过大的担忧为由，一直反對與病毒共存的政策，堅持實行動態清零与采取疫區封鎖措施。中共中央總書記習近平、卫健委主任馬曉偉、中国疾病预防控制中心首席專家吴尊友、疫情應對專家組組長梁萬年等多次公開發聲反對與病毒共存。習近平多次發出指示必須堅持動態清零政策，反對與病毒共存，強調防控方針是由黨的性質和宗旨決定的。
分析師普遍認為清零政策損害經濟，呼籲北京採用與病毒共存的政策。有評論認為，因為習近平反對與病毒共存，強推清零政策造成的沉沒成本已經太高，故2022年中共二十大以前必須繼續清零是保住他順利打破限制再次連任中共中央總書記，实际上是执行政治任务，将政治工作凌驾于科学之上。一些观点认为，在奥密克戎变异株毒性减弱，病程相当于流感的情况下，“动态清零”政策已经与科学防疫背道而驰。高盛集團的研究報告認為，習近平的防疫政策在中共二十大後仍會持續，至少到2023年第十四屆全國人大召開，完成領導班子交接後才有轉變的可能。不过2022年11月下旬爆发的反清零示威被指加快了中国大陆走向与病毒共存的步伐，至12月7日，国务院联防联控机制发布新十条，中国大陆事实上走向与病毒共存的道路。
2022年5月10日，世界卫生组织总干事譚德塞博士等人表示其一直在与中国同事深入和详细地讨论这个问题，他們表示过渡到另一个战略是非常重要的發展，因為對新冠的了解相對兩年前要深入很多，因此防疫向共存方面的政策改變，並考虑到病毒特性和未来预期，認為清零政策是不可持续的。世卫组织紧急事务主任迈克·瑞安同日表示，實施任何管控措施需表现出对个人权利和人权的应有尊重，平衡对社会和经济的影响。中華人民共和國外交部發言人赵立坚譴責世衛組織對動態清零防疫政策的批評意見，並敦促世衛總幹事勿發表不負責任的言論。

### 反對
- 北京航空航天大學法學院副教授田飛龍認為，清零與共存是東西方價值的差異，是國家的政治正確，指責香港因為「崇拜西方模式」無法與內地通關而拖後腿[39][40]。
- 2022年2月，香港大學深圳醫院時任院長盧寵茂支持香港以中國內地的動態清零政策為目標，認為歐美國家採取「與病毒共存」做法只會導致病人死亡，聲稱「與病毒共存」等於「共赴黃泉」。[41]
- 《中国纪检监察报》表示，新冠病毒零容忍政策彰显站在人民立场的制度优势。[42]
- 《人民日报》2022年4月7日发表评论文章承认，任何防控措施都会有一定的代价，但同直接共存相比，这些代价都是值得的。文中说，动态清零做法符合“中国国情”和科学规律，效果是好的，成本也是最小的。[43]
- 中華人民共和國驻法國外交官盧沙野认为，假如北京聽從西方建議採取共存，當確診病例和死亡病例數量激增時，同一批人恐怕就會轉而指責政府不負責任、草菅人命。他們關心的不是人民的生命和健康，而是想看中國的笑話。[44]。